# ジャマイカ人の一覧
ジャマイカ人の一覧（ジャマイカじんのいちらん）では、ウィキペディア日本語版に記事のあるジャマイカ出身者を挙げる。

## 音楽家

### 歌手
- デルロイ・ウィルソン
- バニー・ウェイラー
- アルトン・エリス

- コーネル・キャンベル
- ジミー・クリフ

- ガーネット・シルク
- バーニング・スピア

- ピーター・トッシュ

- ジャスティン・ハインズ
- プリンス・バスター
- ジョー・ヒッグス
- トゥーツ・ヒバート（英語版）

- ボブ・マーリー
- デリック・モーガン

### ディージェイ
- タイガー
- イエローマン
- スーパーキャット
- ショーン・ポール
- U・ロイ
- デニス・アルカポーン
- ニンジャマン
- シズラ
- ブジュ・バントン
- ボンティ・キラー
- ビーニマン
- マヴァド
- ウェイン・マーシャル
- リサ・ハイプ
- ダミアン・マーリー

### 演奏家
- カウント・オジー
- アール・チナ・スミス
- スライ・ダンバー
- ロビー・シェイクスピア
- ローランド・アルフォンソ
- アストン・バレット
- カールトン・バレット
- オーガスタス・パブロ
- アーネスト・ラングリン
- リコ・ロドリゲス
- ドン・ドラモンド

### プロデューサー
- バニー・リー
- ウィンストン・ライリー
- ジョー・ギブス
- デューク・リード
- コクソン・ドッド
- キング・ジャミー
- キング・タビー
- クランシー・エクルズ
- リー・ペリー
- スティーブン・マクレガー
- ドン・コーレオン

## 詩人
- リントン・クウェシ・ジョンソン
- ムタバルーカ

## スポーツ

### 陸上競技
- マリーン・オッティ（スロベニアに帰化）
- ベロニカ・キャンベル
- ドン・クォーリー
- リンフォード・クリスティ（7歳のときにイギリスに移民）
- テッサ・サンダーソン
- ベン・ジョンソン（カナダに帰化）
- デビー・ダン（アメリカ合衆国に帰化）
- エレイン・トンプソン
- アサファ・パウエル
- シェリー＝アン・フレーザー＝プライス
- ドノバン・ベイリー（カナダに帰化）
- ウサイン・ボルト
- ヨハン・ブレイク

### サッカー
- セオドア・ウィットモア
- リカルド・ガードナー
- クロード・デイヴィス

### ボクシング
- トレバー・バービック（カナダに帰化）
- オニール・ベル

### バスケットボール
- パトリック・ユーイング（米国に帰化）

## 政治家・活動家
- アレクサンダー・バスタマンテ
- ノーマン・マンリー
- マイケル・マンリー
- ポーシャ・シンプソン＝ミラー
- マーカス・ガーベイ
- ドナルド・サングスター
- レナード・ハウエル
- エドワード・シアガ
- ブルース・ゴールディング

## その他
- ヴァイオレット・ブラウン